# Femm-Isation
A Femm-Isation a FEMM japán electropop duó bemutatkozó nagylemeze, amely 2014. október 1-jén jelent meg az Avex Trax jóvoltából. Az album a tizedik helyezést érte el az amerikai Billboard World Albums listáján.

## Számlista
|     | Cím                 | Hossz |
| --- | ------------------- | ----- |
| 1.  | We Flood the Night  |       |
| 2.  | Astroboy            |       |
| 3.  | Kill the DJ         |       |
| 4.  | Party All Night     |       |
| 5.  | The Real Thing      |       |
| 6.  | Dead Wrong          |       |
| 7.  | Unbreakable         |       |
| 8.  | Girls Night Out     |       |
| 9.  | Kiss the Rain       |       |
| 10. | Fxxk Boyz Get Money |       |
| 11. | White Noise         |       |
| 12. | Whiplash            |       |
| 13. | Wannabe             |       |